# Filippo Maria Visconti
Filippo Maria Visconti (Milánó, 1392. szeptember 3. – Milánó, 1447. augusztus 13.) a Visconti-család sarja, Milánó uralkodója 1412 és 1447 között.

## Életpályája

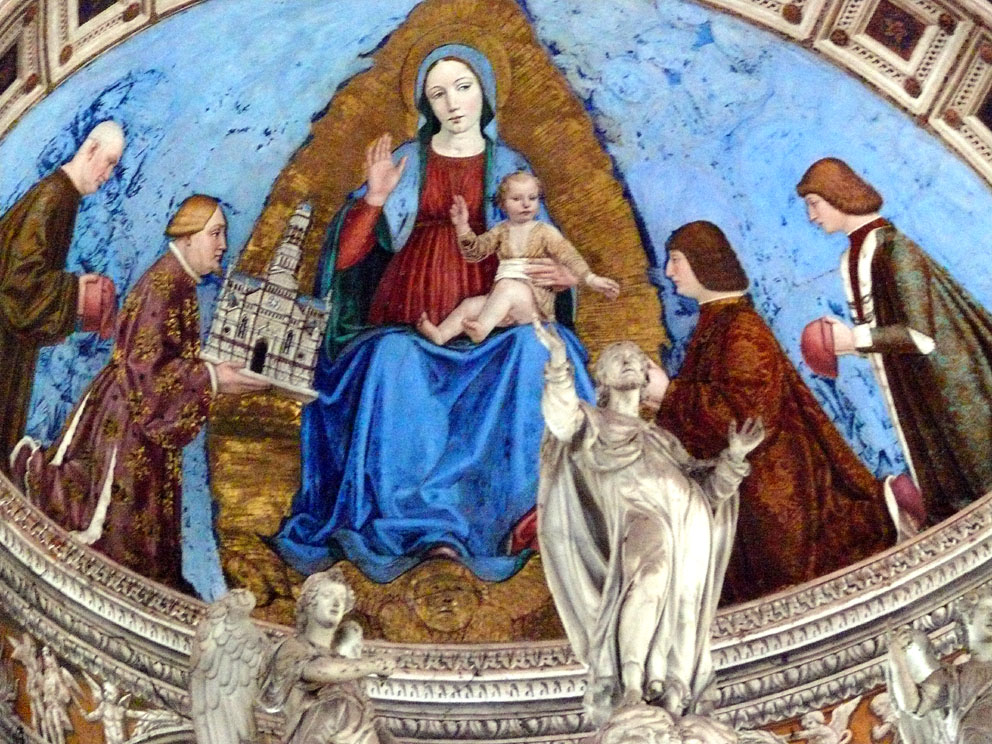
Gian Galeazzo Visconti három fiával bemutatják a Certosa di Pavia modelljét a Szűzanyának

Visconti címere

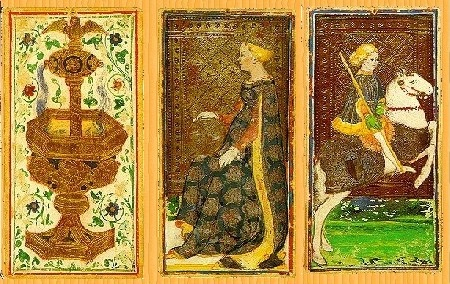
Visconti-Sforza tarot kártyák

Filippo Maria Visconti, 1402-ben Pavia névleges uralkodója lett, majd meggyilkolt testvérét Gian Maria Viscontit követve, Milánó hercegi székében 1412-ben. Gian Galeazzo Visconti fiai voltak, második feleségétől, Caterina Viscontitól. Filippo házasságával Beatrice Lascaris di Tenda, Biandrate grófnőjével Facino Cane zsoldoskapitány boldogtalan özvegyével, aki viszályt szított Filippo legidősebb testvére és anyja a régens Caterina Visconti között, közel fél millió forint hozományt jelentett Filippo Maria számára. Azonban mikor Beatrice túl nagy az érdeklődést tanúsított az államügyek iránt, házasságtöréssel vádolta meg, és lefejeztette Binasco várában 1418-ban.
Bár kegyetlen és paranoiás volt, rendkívül érzékeny előnytelen küllemére, mindazonáltal tehetséges államférfi volt, aki olyan befolyásos zsoldoskapitányokat alkalmazott, mint Carmagnola, Piccinino – aki sikertelenül vezette a csapatait az anghiari csatában, 1440-ben, és Francesco Sforza, akinek sikerült visszafoglalnia apja hercegségének lombardiai részét.
Giorgio Ordelaffi halálakor, Forlì ura, kihasználta, hogy az örökös, Tebaldo Ordelaffi gyámja volt, hogy hódításokkal próbálkozzon Romagnában (1423). Firenzével háborút szított, ami kétségtelenné tette szándékait. Francesco Bussone da Carmagnola unszolta a velenceieket hogy avatkozzanak be a viszályba Firenze oldalán (1425), és a háború átterjedt Lombardiára is.
1426 márciusában Carmagnola lázadást szított Bresciában, amit alig öt évvel korábban hódított meg Visconti számára. Egy hosszú hadjárat következtében Velence meghódította Bresciát, ezzel kiterjesztve szárazföldi birtokait a Garda-tó keleti partjáig. Filippo Maria eredménytelenül kért császári támogatást, ezért kénytelen volt elfogadni V. Márton pápa békejavaslatát, ami Velencének és Carmagnolának kedvezett. A feltételeket csak vonakodva fogadta el Milánó lakossága és a császár. Filippo Maria pedig azonnal kirobbantotta az ellenségeskedést az első adandó ürügy folyamán. Ez vezetett a maclodiói vereséghez (1427. október 12-én), amit egy tartósabb béke követett, amit Ferraraban írtak alá és a közvetítő III. Niccolò d’Este herceg volt.
A következő évben, 1427. december 2-án a herceg másodszor is megnősült. Savoyai Máriát (1411–1469) vette feleségül, erős szövetségesének, VIII. Amadé savoyai hercegnek. A Visconti-család támogatásával, Amadé egy ideig mint V. Félix ellenpápa uralkodott 1439 novembere és 1449 áprilisa közt.
Meghívta a híres tudóst Gasparino Barzizzát, hogy hozzon létre egy iskolát Milánóban. Barzizza udvari szónokként is szolgált.
1447-ben halt meg, közvetlen férfi ágon az utolsó Viscontiként, és a hercegségben a rövid életű Ambróziai Köztársaság után Francesco Sforza (1401–1466) követte, aki feleségül vette Filippo Maria egyetlen örökösét 1441-ben, Bianca Maria (1425–1468) nevű leányát, aki a szeretőjétől Agnese del Mainótól (1401–1465) született.

## Alakja a művészetben
A legrégebbi fennmaradt tarot kártyák, amelyeket akkoriban carte da trionfinak neveztek, valószínűleg Filippo Maria Visconti megbízásából készültek.

## Ősei
| Filippo Maria Visconti | apja: Gian Galeazzo Visconti | apai nagyapa: II. Galeazzo Visconti | apai nagyapai dédapa: Stefano Visconti          | apai dédapai ükapa: I. Matteo Visconti        |
| Filippo Maria Visconti | apja: Gian Galeazzo Visconti | apai nagyapa: II. Galeazzo Visconti | apai nagyapai dédapa: Stefano Visconti          | apai dédapai ükanya: Bonacossa Borri          |
| Filippo Maria Visconti | apja: Gian Galeazzo Visconti | apai nagyapa: II. Galeazzo Visconti | apai nagyapapi dédanya: Valentina Doria         | apai dédanyai ükapa: Bernabò Doria            |
| Filippo Maria Visconti | apja: Gian Galeazzo Visconti | apai nagyapa: II. Galeazzo Visconti | apai nagyapapi dédanya: Valentina Doria         | apai dédanyai ükanya: Eliana Fieschi          |
| Filippo Maria Visconti | apja: Gian Galeazzo Visconti | apai nagyanya: Bianca di Savoia     | apai nagyanyai dédapa: Aimone di Savoia         | apai dédpapai ükapa: Amedeo V di Savoia       |
| Filippo Maria Visconti | apja: Gian Galeazzo Visconti | apai nagyanya: Bianca di Savoia     | apai nagyanyai dédapa: Aimone di Savoia         | apai dédapai ükanya: Simona di Bresse         |
| Filippo Maria Visconti | apja: Gian Galeazzo Visconti | apai nagyanya: Bianca di Savoia     | apai nagyanyai dédanya: Violante Paleologa      | apai dédanyai ükapa: Teodoro I del Monferrato |
| Filippo Maria Visconti | apja: Gian Galeazzo Visconti | apai nagyanya: Bianca di Savoia     | apai nagyanyai dédanya: Violante Paleologa      | apai dédanyai ükanya: Argentina Spinola       |
| Filippo Maria Visconti | anya: Caterina Visconti      | anyai nagyapa: Bernabò Visconti     | anyai nagyapai dédanya: Stefano Visconti        | anyai dédanyai ükapa: Matteo I Visconti       |
| Filippo Maria Visconti | anya: Caterina Visconti      | anyai nagyapa: Bernabò Visconti     | anyai nagyapai dédanya: Stefano Visconti        | anyai dédanyai ükanya: Bonacossi Borri        |
| Filippo Maria Visconti | anya: Caterina Visconti      | anyai nagyapa: Bernabò Visconti     | anyai nagyapai dédanya: Valentina Doria         | anyai dédanyai ükapa: Bernabò Doria           |
| Filippo Maria Visconti | anya: Caterina Visconti      | anyai nagyapa: Bernabò Visconti     | anyai nagyapai dédanya: Valentina Doria         | anyai dédanyai ükanya: Eliana Fieschi         |
| Filippo Maria Visconti | anya: Caterina Visconti      | anyai nagyanya: Regina della Scala  | anyai nagyanyai dédapa: II. Mastino della Scala | anyai dédapai ükapa: Alboino della Scala      |
| Filippo Maria Visconti | anya: Caterina Visconti      | anyai nagyanya: Regina della Scala  | anyai nagyanyai dédapa: II. Mastino della Scala | anyai dédapai ükanya: Beatrice da Correggio   |
| Filippo Maria Visconti | anya: Caterina Visconti      | anyai nagyanya: Regina della Scala  | anyai nagyanyai dédanya: Taddea da Carrara      | anyai dédanyai ükapa: Jacopo II da Carrara    |
| Filippo Maria Visconti | anya: Caterina Visconti      | anyai nagyanya: Regina della Scala  | anyai nagyanyai dédanya: Taddea da Carrara      | anyai dédanyai ükanya: Elisabetta Gradenigo   |

## Fordítás
- Ez a szócikk részben vagy egészben  a   Filippo Maria Visconti című angol Wikipédia-szócikk ezen változatának fordításán alapul.  Az eredeti cikk szerkesztőit annak laptörténete sorolja fel. Ez a jelzés csupán a megfogalmazás eredetét és a szerzői jogokat jelzi, nem szolgál a cikkben szereplő információk forrásmegjelöléseként.